# Streitkräfte Nepals
Die Streitkräfte Nepals sind die Streitkräfte der Demokratischen Bundesrepublik Nepal. Sie entstanden 2008 aus der vormaligen Königlich Nepalesischen Armee (gegründet 1768).

## Struktur
Die Streitkräfte umfassen
- Nepalese Army[4] mit dem
  - Nepalese Army Air Service
- Nepalese Armed Police Force (paramilitärisch)[5] mit geplant 40.000 Mann.

Oberbefehlshaber ist der Präsident Nepals. Die Streitkräfte umfassen circa 95.000 Mann. Hinzu kommen 62.000 Reservisten. Der Verteidigungsetat beträgt umgerechnet etwa 210.000.000 US-Dollar.

## Geschichte

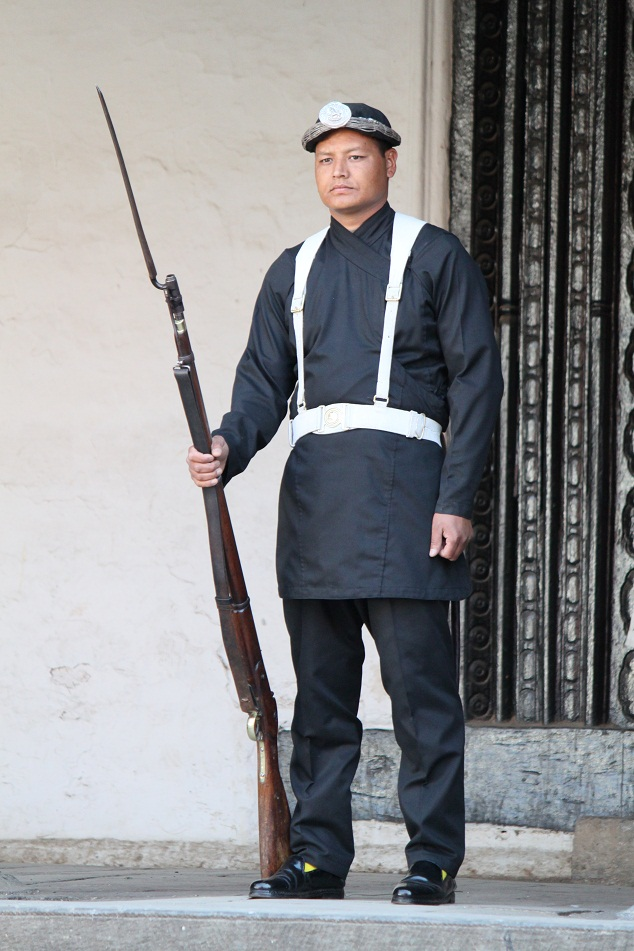
Wachsoldat der Nepalese Army am Basantapur Darbar Square

Als Gründer des heutigen Nepals gilt Prithvi Narayan Shah, der 1768 Katmandu als Hauptstadt wählte. Trotz der Niederlage im Gurkha-Krieg (1814 bis 1816) konnte das Königreich Gorkha (das spätere Nepal) seine Unabhängigkeit erhalten, wurde aber zur Truppenstellung für die Briten (Gurkhas) verpflichtet.
So stellte am 3. August 1914 der damalige Ministerpräsident Chandra Shamsher den Briten, noch vor der offiziellen Kriegserklärung im Ersten Weltkrieg, Soldaten für Gurkhaeinheiten zur Verfügung. Nepalesische Gurkhas stellten bis Kriegsende der Armee Britisch-Indiens insgesamt 55.000 Soldaten, die in Afghanistan, im Osmanischen Reich, aber auch in Europa für Großbritannien kämpften. Eine offizielle Kriegserklärung erfolgte jedoch nicht.
Auch im Anglo-Afghanischen Krieg von 1919 und im Zweiten Weltkrieg entsandte das Land Gurkha-Truppen und machte damit seinen eigenen Status als „unabhängiger Verbündeter“ klar.
Von 1996 bis 2006 befand sich die Kommunistische Partei Nepals (Maoistisch) in einem Bürgerkrieg gegen die Monarchie und das hinduistische Klassensystem. Die Aufständischen wurden nach dem 11. September 2001 als Terroristen eingestuft. Innerhalb der nächsten sechs Monate starben mehr Menschen in dem innenpolitischen Konflikt als in den sechs Jahren zuvor. Am 21. November 2006 wurde die Vereinbarung zum Ende des zehnjährigen Bürgerkrieges durch Premierminister Koirala und Maoistenführer Dahal, genannt Prachanda, unterzeichnet.
Prachanda trat als Ministerpräsident nach einem Machtkampf mit der Militärführung Nepals am 4. Mai 2009 zurück. Dahal hatte am Vortag Armeechef Rookmangud Katawal entlassen, da sich die Armee weigerte, ehemalige maoistische Guerillakämpfer in ihre Reihen aufzunehmen.